# Mircea Florian (filosof)
Mircea Florian (n. 1 aprilie 1888, București, România – d. 31 octombrie 1960, București, România) a fost un filosof român, membru post-mortem al Academiei Române (1990).
În 1914 își susține doctoratul în filosofie în Germania, cu teza Der Begriff der Zeit bei Henri Bergson (Conceptul de timp la Henri Bergson). A fost profesor la Universitate și a condus sectorul de istorie a filosofiei al Institutului de Filosofie de pe lângă Academie. Gândirea logică a lui Titu Maiorescu, căruia i-a fost student, l-a marcat pentru toată viața.
Mircea Florian a militat pentru o ontologie realistă, cerând filosofiei să pornească de la obiect, de la „dat”, ca și știința, și nu de la subiect. A considerat lumea externă ca reală și independentă de conștiință. A elaborat studii erudite de istoria filosofiei universale.

## Metafizică și artă – destinul metafizicii
Volumul Metafizică și artă – destinul metafizicii este o lucrare de filozofie, publicată de filozoful Mircea Florian în 1946.
Acest studiu reprezintă o micromonografie consacrată dramei metafizicii în epoca modernă și în filozofia contemporană. Examinarea calvarului metafizicii produs de triumful științei experimentale și matematice a naturii (o știință orientată spre realul măsurabil) îl conduce pe Mircea Florian la ideea că metafizica se poate salva prin solidaritate și nu renunțând la spiritul științific. Nu apelând la aceste mijloace de cunoaștere decât cele intelectuale și raționale, și anume de intuiție, credință, instinct, sentiment, acțiune etc. și nici ca simplă generalizare inductivă a unor rezultate ale cunoașterii se va salva ”metafizica”. În studiul ”Inductivă”, 1928, Florian demonstrase convingător imposibilitatea, azi, a unei metafizici inductive. Florian își expune cu titlul de „concluzii personale”  câteva dintre ideile directoare ale proiectului său de metafizică. Formula sintetică citată solidarizează construcția metafizică cu spirtul ipotetic al științei contemporane, însăși schemele categoriale și principiile metafizice având caracterul unei ipoteze nucleare fundamentale ce orientează elaborarea unei vaste reconstrucții conceptuale ale existenței. Sensul tentativelor lui Florian din anii ’40 se regăsește azi, mai complex elaborat, în modelele arhitectonicii categoriale ale metafizicilor inspirate de organizările complexe.

## Principalele scrieri
- Îndrumare în filosofie, Editura Socec, 1922
- Știință și raționalism, Atelierele Grafice Socec & Co, 1926
- Dialectica: sistem și metodă. De la Platon la Lenin, Casa Școalelor, 1947
- Metafizica și arta, Casa Școalelor, 1945
- Misticism și credință, 1946
- Logică și epistemologie, 1946
- Filosofia Renașterii, 1948
- Logica lui Aristotel, 1957
- Recesivitatea ca structură a lumii, Editura Eminescu, 1987
- Arta de a suferi, 1921